# Kaschemme

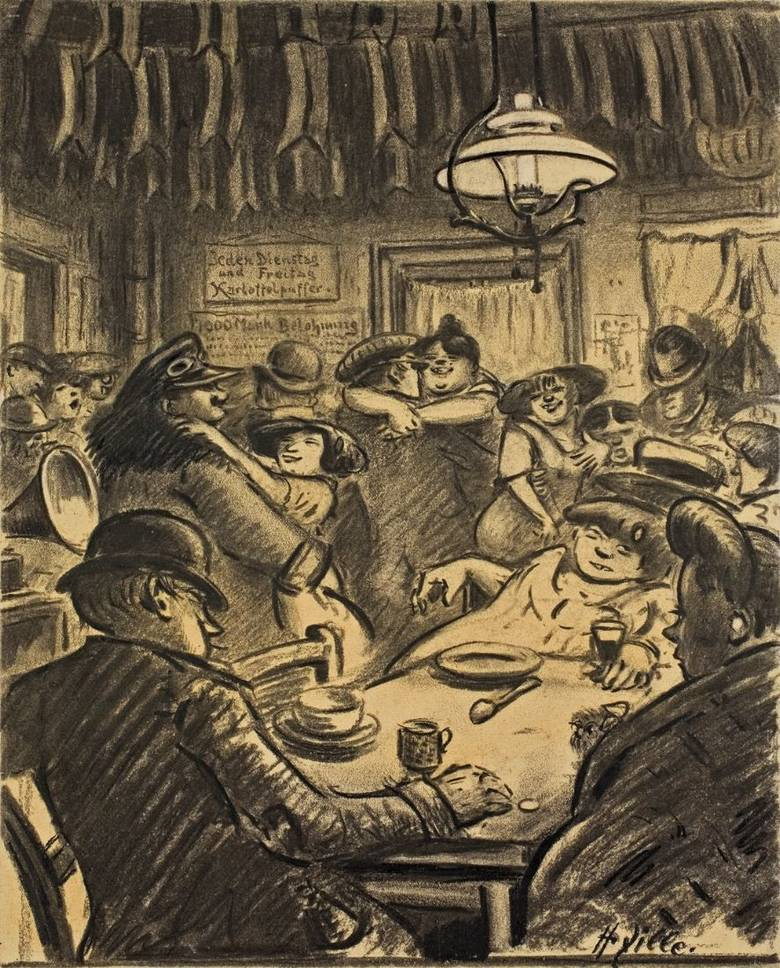
Heinrich Zille: In der Kaschemme, Lithographie, etwa 1910

Kaschemme ist eine pejorative Bezeichnung für ein verrufenes Wirtshaus, in dem eine zwielichtige, der Kriminalität oder zumindest der Unsittlichkeit verdächtige Kundschaft verkehrt (Ganoven, Prostituierte, Trinker). Heute wird der Begriff häufig eher scherzhaft als abwertend im Sinne von „urige Kneipe“ gebraucht.

## Ursprung
Das Wort gelangte im 19. Jahrhundert aus dem Rotwelschen in die deutsche Umgangssprache und leitet sich, vermittelt durch romani katšima, letztlich aus dem slawischen (und hier durchaus nicht pejorativ konnotierten) Wort für „Wirtshaus, Schenke; Kneipe“ her, wobei die Gebersprache nicht näher bestimmt werden kann, da es in allen slawischen Sprachen in fast unveränderter Form begegnet: vgl. obersorbisch korčma, polnisch karczma, tschechisch, slowakisch, slowenisch und serbokroatisch kŕčma, bulgarisch кръчма, ukrainisch und russisch корчма, etc.; ferner ungarisch kocsma und rumänisch cârciumă, beides direkte Entlehnungen aus dem Slawischen.
Eine etymologische Dublette der Kaschemme im Deutschen ist der Kretscham (Entlehnung bzw. Eindeutschung von sorbisch korčma bzw. altsorbisch *krč’ma); so werden in der Oberlausitz bis heute die Dorfschänken bezeichnet, die historisch nicht nur für die Grundversorgung mit Speis und Trank und Tanz sorgten, sondern häufig zugleich als Amtssitz der Schultheißen und als Tagungsort des Dorfgerichts (des „Gerichtskretscham“) dienten.